# Rita
Rita — рід риб родини Ritidae ряду сомоподібних. Має 7 видів. Викопні види відомі за часів пліоцену.

## Опис
Загальна довжина представників цього роду коливається від 19 см до 2 м. Голова широка. Присутні сенсорні пори на задньоскроневій кістці. Є 1 пара вусів. Очі помірно великі. Тулуб масивний, подовжений. Спинний плавець трикутної форми. Жировий плавець невеличкий. Грудні плавці витягнуті. Черевні плавці маленькі. Анальний плавець високий, основа помірної довжини. Хвостові плавці видовжений, розрізаний.
Забарвлення коричнювате, сріблясте, металевого кольору.

## Спосіб життя
Зустрічаються в прісних і солонуватих водах, зокрема у великих притоках річок, деякі види заходять в болота. Незважаючи на великі розміри деяких видів риба не входить в головний раціон цих сомів. Переважно живляться молюсками та ракоподібними.

## Розповсюдження
Мешкають у водоймах Індії, Бангладеш, М'янми, Афганістану, Непалу та Пакистану.

## Види
- Rita bakalu
- Rita chrysea
- Rita gogra
- Rita kuturnee
- Rita macracanthus
- Rita rita
- Rita sacerdotum